# Gagrai járás
Koordináták: é. sz. 43° 25′ 55″, k. h. 40° 15′ 53″43.431944°N 40.264722°E

A Gagrai járás fekvése Abháziában

A Gagrai járás (abház nyelven Гагра араион [Gagra araion], oroszul Гагрский район [Gagrszkij rajón]) Abházia egyik járása az ország északnyugati részén. Területe 772 km², székhelye Gagra.

## Nagyobb települések
- Bzib
- Candrips (grúzul Gantiadi)
- Gagra
- Gyacsrips (Leselidze)
- Picunda (Bichvinta)

## Népesség
- 1989-ben 77 079 lakosa volt, melyből 22 854 fő örmény (29,7%), 21 575 grúz (28%), 18 690 orosz (24,2%), 7 028 abház (9,1%), 2 899 ukrán, 890 görög, 301 oszét.
- 2003-ban 37 002 lakosa volt, melyből 16 322 örmény (44,1%), 10 235 abház (27,7%), 7 379 orosz (20%), mindössze 1 204 grúz (3,3%), 596 ukrán, 296 észt, 268 görög, 154 oszét.
- 2011-ben 40 217 lakosa volt, melyből 15 482 abház (38,5%), 15 422 örmény (38,3%), 6 334 orosz (15,7%), 1 003 grúz (2,5%), 529 ukrán, 259 görög.